# The Heritage at Millennium Park
The Heritage at Millennium Park est un concept de tour mixte situé à Chicago (Illinois). Il est situé au 130 N. Garland Court tout près du Millennium Park. Achevé en 2005, avec une hauteur de 192 m et 57 étages, le bâtiment a été conçu par le cabinet d'architectes Solomon Cordwell Buenz (architectes de la Legacy Tower).
La tour est située directement à l'ouest du Millennium Park, offrant des vues dégagées sur l'ensemble de ce parc, sur des parties de Grant Park et sur le lac Michigan. Il est directement en face de la Marshall Field and Company Building sur Wabash Avenue. En outre, le patrimoine privé, bénéficie d'une piscine intérieure, d'une discothèque, de plusieurs garages souterrains et d'une salle de fête.